# Canal Sur Andalucía
Canal Sur Andalucía (previamente conocido como Andalucía Televisión) es un canal de televisión por suscripción español, el canal internacional de Radio y Televisión de Andalucía que emite para España y Europa.
Fue lanzado al aire el 28 de febrero de 1996 bajo el nombre de Canal Sur Satélite, sumándose, así a Canal Sur Televisión. En 1997, con la unificación de la imagen de los canales de la RTVA, fue renombrado como Andalucía Televisión.

## Difusión
El 31 de diciembre de 2014, la señal por los satélites Astra (en abierto FTA) e Hispasat (codificada) fue cesada por decisión de la Canal Sur Radio y Televisión.
Finalmente, el 7 de febrero de 2015, Canal Sur Radio y Televisión, anunció que había llegado a un acuerdo con Movistar+, que permitiría recuperar la señal del canal a través de ambos satélites (Astra 19.2ºE e Hispasat 30ºW) en abierto. El 11 de diciembre de 2017 cesó la emisión a través del satélite Hispasat 30°W como parte de la estrategia de Movistar+ de distribuir toda su oferta a través de Astra 19.2°E exclusivamente. Actualmente también puede sintonizarse en HD con una resolución 1080p a través del canal oficial de Canal Sur en la plataforma de YouTube. El 14 de diciembre de 2021, también se dejó de emitir a través de internet y a través del satélite Astra 19.2ºE, para centrarse exclusivamente en la plataforma de YouTube y en las plataformas de televisión de pago.

## Programación
Su programación es idéntica, en líneas generales, a la de Canal Sur convencional que emite por TDT para Andalucía. La única excepción es cuando Canal Sur emite cine, series, deportes o programas para las que no tiene derechos de emisión fuera de Andalucía, en esos momentos Canal Sur Andalucía pasa a emitir redifusiones de programas que habían sido emitidos días antes en Andalucía TV. 
El canal contaba con un espacio informativo propio de Canal Sur Noticias que llevaba el nombre de CSN Satélite, con las noticias más destacadas de los centros regionales cuando Canal Sur está en desconexión provincial.

## Imagen

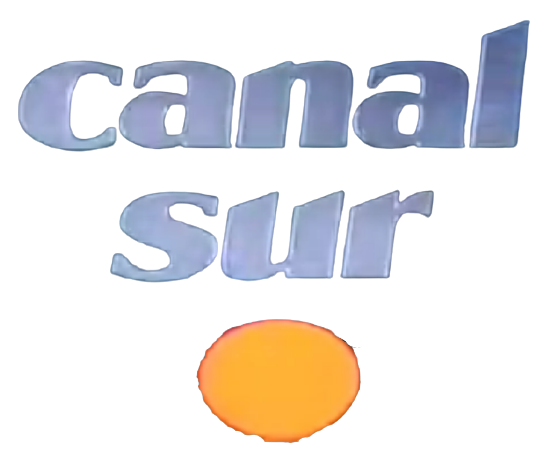
Logotipo usado entre 1996 y 1997.
Logotipo usado entre 1997 y 2011.
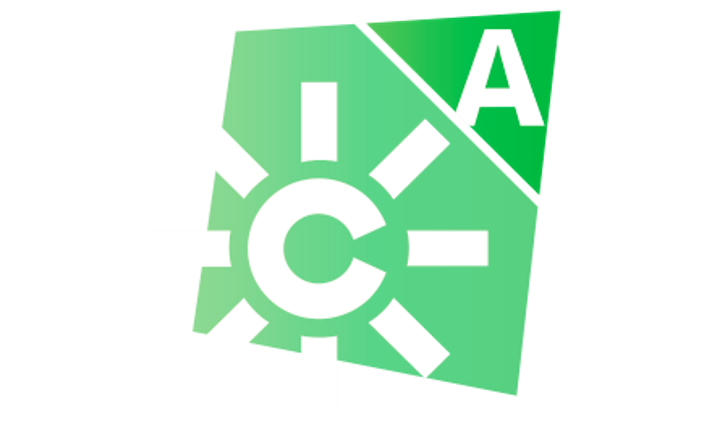
Logotipo usado desde 2011.

La imagen corporativa de Canal Sur Andalucía, de 1997 a 2011, fue una C rodeada de 8 líneas simulando un sol (uno por cada provincia andaluza) en color morado, con la palabra Andalucía televisión bajo este. 
Desde el 28 de febrero de 2011, coincidiendo con el día de Andalucía, hasta el 4 de diciembre de 2017, Canal Sur, Canal Sur 2, Canal Sur HD y Canal Sur Andalucía renovaron su imagen corporativa, en la que se mantuvieron la C con los rayos pero esta vez encerrada en un cuadro con un color distinto y las letras correspondientes a cada cadena. Para Canal Sur; azul y con un 1 en su interior; para Canal Sur 2 (antes Canal 2 Andalucía) verde y un 2; para Canal Sur Andalucía, también verde y una A y para Canal Sur HD, rojo y las letras "HD".
Desde el 4 de diciembre de 2017 todos los logotipos pasan a tomar el color verde.

## Audiencias
| Año  | Enero | Febrero | Marzo | Abril | Mayo | Junio | Julio | Agosto | Septiembre | Octubre | Noviembre | Diciembre | Media anual |
| ---- | ----- | ------- | ----- | ----- | ---- | ----- | ----- | ------ | ---------- | ------- | --------- | --------- | ----------- |
| 2011 | -     | -       | -     | -     | -    | -     | -     | -      | -          | -       | -         | -         | 0,15%       |
| 2012 | -     | -       | -     | -     | -    | -     | -     | -      | -          | -       | -         | -         | 0,13%       |
| 2013 | -     | -       | -     | -     | -    | -     | -     | -      | -          | -       | -         | -         | 0,1%        |
| 2014 | -     | -       | -     | -     | -    | -     | -     | -      | -          | -       | -         | -         | 0,1%        |
| 2015 | -     | -       | -     | -     | -    | -     | -     | -      | -          | -       | -         | -         | 0,3%        |
| 2016 | -     | 0,6%    | 0,6%  | 0,7%  | 0,5% | 0,3%  | 0,4%  | 0,4%   | 0,4%       | 0,5%    | 1,0%      | -         | 0,6%        |
| 2017 | 0,1%  | 0,2%    | 0,1%  | 0,2%  | 0,2% | 0,1%  | 0,2%  | 0,2%   | 0,1%       | 0,1%    | -         | -         | 0,4%        |
| 2018 | -     | -       | 0,1%  | -     | 0,2% | 0,1%  | 0,2%  | 0,2%   | 0,1%       | 0,2%    | 0,2%      | 0,2%      | 0,3%        |
| 2019 | 0,3%  | 0,3%    | 0,2%  | 0,3%  | 0,2% | 0,2%  | 0,2%  | 0,2%   |            |         |           |           | 0,4%        |